# Eskovia
Genre
Eskovia est un genre d'araignées aranéomorphes de la famille des Linyphiidae.

## Distribution
Les espèces de ce genre se rencontrent en Mongolie, en Russie et au Canada.

## Liste des espèces
Selon World Spider Catalog (version 16.5, 14/08/2015) :
- Eskovia exarmata (Eskov, 1989)
- Eskovia mongolica Marusik & Saaristo, 1999

## Étymologie
Cet genre est nommé en l'honneur de Kirill Yuryevich Eskov.

## Publication originale
- Marusik & Saaristo, 1999 : Review of East Palearctic species of the genus Minicia Thorell, 1875 with descriptions of two new genera (Aranei: Linyphiidae: Erigoninae). Arthropoda Selecta, vol. 8, no 2, p. 125-130 (texte intégral).